# Aldol

Estructura generalitzada de la porció aldòlica: quan R3 és -H, és un β-hidroxialdehid, en cas contrari és una β-hidroxicetona

Un aldol (d'aldehid-alcohol) o adducte aldol és un hidroxialdehid o una hidroxicetona, producte de la reacció aldòlica d'aldehids i de cetones (a diferència de la condensació aldòlica que produeix un grup carbonil α, β-insaturat).
Es forma a partir d'aldehids o cetones que tenen un grup hidroxi en el β-carboni del grup carbonil. També es diuen β-hidroxialdehid o β-hidroxicetona. Els dos grups es poden resumir com compostos hidroxicarbonils d'acord amb la nomenclatura IUPAC. Quan s'utilitza sol el terme «aldol» es refereix específicament al compost 3-hidroxibutanal.

## Descobriment
La reacció aldòlica va ser descoberta el 1872 pel químic francès Charles Adolphe Würtz, i s'ha mantingut com un element bàsic en la síntesi orgànica. Va anomenar «aldol» al 3-hidroxibutanal, el compost resultant de la dimerització de l'acetaldehid.
També se li atribueix el descobriment de la reacció aldòlica a Aleksandr Borodín, juntament amb Würtz. El 1872, Borodín va anunciar a la Societat Química de Rússia el descobriment d'un nou subproducte en reaccions d'aldehid amb propietats com l'alcohol, i va observar similituds amb els compostos ja comentats en publicacions de Würtz del mateix any.

## Ús
Entre les hidroxicetones, les β-hidroxicetones resultants de la dimerització de les cetones enolizatbles són els alcohols més importants, especialment l'alcohol diacetona (DAA / CH₃C(O)CH₂C(OH)(CH₃)₂) a partir d'acetona, intermedi en la síntesi de dos dissolvents industrials: la metil isobutil cetona (MIBK / 4-metilpentan-2-ona / (CH₃)₂CHCH₂C(O)CH₃) i el metil isobutil carbinol (MIBC / 4-metil-2-pentanol / (CH₃)₃CHCH₃CH(OH)CH₃).
Els aldols participen en moltes reaccions químiques, com ara la condensació aldòlica, que és una deshidratació; el producte d'aquesta reacció reacciona amb els organomagnesi, organocuprats i organolítics.